# Млада Немачка (књижевни покрет)
Млада Немачка је име за књижевни покрет младих, либерално настројених песника који су стварали у доба Премартовског периода (нем. Vormärz), који означава период између Бечког конгреса 1815. и мартовске револуције 1848. Јавио се као опозиција рестаурацији монархија. Млади књижевници су, подстакнути Јулском револуцијом у Француској, активно објављивали своја дела, која су 1835/1836. године забрањена декретом Франкфуртске скупштине у целој Немачкој.
Име Млада Немачка појављује се први пут код Хајнриха Лаубеа, али је постало популарно због Лудолфа Винбарга, који је своју књигу Ästhetische Feldzüge 1834. започео речима: „Теби, млада Немачко, посвећујем овај говор, не старој.“ (нем. „Dir, junges Deutschland, widme ich diese Reden, nicht dem alten“).

## Представници
Званични представници Младе Немачке су Хајнрих Хајне, Карл Гуцков, Хајнрих Лаубе, Лудолф Винбарг, Лудвиг Борне (нем. Ludwig Börne) и Теодор Мунт. Поменуте ауторе повезивали су заједнички циљеви у књижевности и друштву, либералне тежње и забрана њихових списа од стране Савезне скупштине. Они су се борили за слободу мисли, еманципацију жена, уставност, демократију и уједињење Немачке у републиканском облику. Сматрали су да писац треба да буде друштвено-политички ангажован, а да улога књижевности није да забави, већ да буде оруђе за моралну обнову друштва. Књижевна дела су настајала у различитим облицима, од новинских чланака до путописа, и показивала су намеру да се обрате најширој, не само интелектуалној публици. Писали су углавном прозна дела, друштвено-критичке романе савремене тематике, али се развила и такозвана политичка лирика. Каснија књижевна историографија сматрала је ове ауторе стубом покрета Младе Немачке. Шири круг аутора обухвата и Адолфа Гласбренера, Густава Кунеа (нем. Gustav Kühne)  и Макса Валдауа.
Георг Бихнер (нем. Georg Büchner) се такође повезује са Младом Немачком. Он се лично дистанцирао од Младе Немачке путем писма, које је написао својој породици 1. јануара 1836. године из Стразбуршког егзила (нем. Straßburger Exil):
„Уосталом никако не припадам такозваној Младој Немачкој, књижевној странци Гуцкова и Хајнеса. Само потпуно неразумевање наших друштвених односа може навести људе на веровање да је потпуна трансформација наших религијских и друштвених идеја путем дневне литературе могућа.“
Упркос томе постоје садржајне сличности између дела Бихнера и аутора такозване „Младе Немачке“, које пре свега леже у побуни против политичке рестаурације. Уз то Бихнер представља литературу која као и литература аутора „Младе Немачке“ одбацује естетско-идеалистички поглед на свет, класицистички и романтичарски идеализам, за који су сматрали да је удаљен од реалности. Бихнер формулише поетику у својој причи Lenz у уметничком разговору Кауфмана и Ленца( ).
Хајнрих Лаубе( ) је у Лајпцигу уређивао часопис „Часопис за елегантан свет“ (нем. Zeitung für die elegante Welt), један од најзначајнијих часописа Младе Немачке.
Лудолф Винбарг( ) је формулисао поетику и естетику младонемачке књижевности и изложио ју је у својој књизи Ästhetische Feldzüge.
Карл Гуцков је покренуо часопис Deutsche Revue, који је због револуционарних ставова забрањен. Затим је објавио роман Wally, die Zweiflerin, ког су критичари оштро оценили као антирелигиозан и неморалан роман, па је и он забрањен.

## Циљеви
Песнике Младе Немачке повезивала је заједничка борба против конзервативне политике Метерниха и немачких кнежева. Тежили су демократској слободи, социјалној правди као и превазилажењу традиционалних религиозних и моралних идеја. Идеализам класике и романтике одбацују као аполитичне и заостале. За њих су оба књижевна правца била сувише удаљена од реалности и живота. За „Младе Немце“( нем. die Jungdeutschen) књижевност није смела да буде елитна,већ да више скреће пажњу на друштвене и политичке злоупотребе. Себе су видели као наследнике просветитељства и постали су књижевни пионири грађанско-либералне Мартовске револуције 1848/49.
За разлику од савременика као што су Георг Бихнер или касније генерације песника Премартовског периода, млади Немци нису били само за политичке револуцију. Они су стремили ка потпуно новом, либералном друштву.  За њих је политика била само једна од многобројних области интересовања, поред морала, религије и естетике.

## Забранa
Млади књижевници су, подстакнути Јулском револуцијом у Француској, активно објављивали своја дела, која су 1835/1836. године забрањена декретом Франкфуртске скупштине у целој Немачкој.
Декретом Франкфуртске скупштине су у децембру 1835. у свим државама Немачке конфедерације (нем. Deutsch Bund)  забрањена дела писаца покрета Младе Немачке. Као разлог се наводи, да су Млади Немци покушали кроз „белетристику, доступну свим класама читалаца на дрзак начин критикују  хришћанску религију, понизе постојеће друштвене односе и сруше дисциплину и морал. “
Повод за забрану вероватно је пружио утицајни књижевни критичар Волфганг Менцел у својој оштрој критици романа Карла Гуцкова Wally, die Zweiflerin. Менцел је желео да у роману препозна порнографију и богохуље, који су представљали опасност по друштво. Хајнрих Хајне, који се никада није осећао као да припада Младој Немачкој најоштрије критикује Менцела у својим списима Über den Denunzianten.
Други разлог забране вероватно је била сумња, да је група имала везе са политичко-револуционарним тајним друштвом Младе Немачке(нем. Junges Deutschland, Geheimbund), које је основано исте године. Ове везе се никада нису нити се могу доказати, иако су обе групе делимично тежиле сличним циљевима.

## Најмлађа Немачка
Ослањајући се на покрет „Младе Немачке“ из Премартовског периода, који сматрају и зачетником натурализма који је уследио касније, браћа Хајнрих( ) и Јулиус Харт( ) су 1878. развили су израз „Jüngstes Deutschland“(Најмлађа Немачка), који је делимично коришћен и у анти-натуралистичким струјама.